# Fédération Béninoise Athlétisme
Die Fédération Béninoise Athlétisme (kurz FBA, deutsch Beninischer Leichtathletikverband) ist der beninische Leichtathletikverband.

## Geschichte
Der Verband wurde im Jahr 1960 gegründet und trat 1964 dem Weltverband International Association of Athletics Federations (IAAF) bei. Die FBA vereint die Leichtathletikvereine des Landes, organisiert nationale Wettkämpfe und kümmert sich um die Besetzung für internationale Wettbewerbe. Im Jahr 2012 war sie Gastgeber der Leichtathletik-Afrikameisterschaften, bei denen Athleten aus Benin keinen Medaillenrang erreichten.
Im Jahr 2018 wurde das Projekt „DOA“ (Dividende Olympique en Athlétisme) ins Leben gerufen, um mittels Trainingslagern Sportler aus jenen Départements zu fördern, in denen die Ausübung der Leichtathletik hinterherhinke. Seitens des Weltverbandes World Athletics wurde die Maßnahme mehrfach mit Zuschüssen gefördert.

## Organisation
Ende Dezember 2016 wurde der amtierende Verbandspräsident Théophile Montcho von den Delegierten der Generalversammlung abgesetzt und Viérin Dégon als sein Nachfolger gewählt.
Zur Verbandsstruktur gehört ein 21-köpfiges Exekutivkomitee an der Spitze. Um die Verwaltung zu verschlanken bzw. zu beschleunigen, wurde aus diesem Gremium heraus im August 2022 ein siebenköpfiger Exekutivausschuss des Verbands (französisch Bureau Exécutif Fédéral) gegründet.